# Juggalo
A Juggalo (férfi vagy nő) vagy a Juggalette (ha nő) egy olyan csoport tagja, aki a michigani horrorcore-rap csapat, az Insane Clown Posse (ICP) rajongótáborához tartozik. 
Az ICP egy „horrorcore-rap”-duó Detroitból. Általában fekete-fehér sminkelt bohócarccal mutatkoznak. A szövegeik általában erősen eltérnek a megszokottól, és elég őrültek. Ennek ellenére rengeteg szarkasztikus és önironikus elem is található a dalszövegeikben.  Éppen ez az elegy ingerli a rajongókat. Zeneileg a Rock/Metal stílus is megtalálható a dalaikban. ezt keverik a tipikus rap-pel.
A Detroit-i csapat 1988-ban „Inner City Posse” néven egy trióként indult, aminek Violent J (Joseph Bruce), Shaggy 2 Dope (Joseph Utsler) és John Kickchazz voltak a tagjai. Az ICP a menedzserükkel, Alex Abbiss-szel együtt megalapította a Psychopathic Records nevű kiadót. (a jelenlegi menedzser Billy Bill).  A Carnival of Carnage megjelenése után (az első a 6 Joker's Card közül), John elhagyta a csapatot. Ekkor kezdett kialakulni a csapat sajátos rajongótábora, akik magukat Juggalo-knak nevezik. 
A Juggalo-kat nem tipikus rajongóknak és groupie-knak kell értelmezni, hanem mint egy, a zene által összekötött nagy családot. Sokszor ők is arcfestéssel jelennek meg, ami a szoros kapcsolatukat jelképezi az ICP és egymás felé. Persze nem mindenkinek van bohócsminkje, Anybody Killa (ABK), a Psychopathic Records egy másik előadója például indiánnak festi magát – így a rajongói is. Nekik olyan sokat jelent az, hogy Juggalok, hogy senki által nem engedik befolyásolni magukat, csak járják a saját útjukat, és hűségesek az ICP-hez, példaképnek tekintik őket.
2000 óta minden évben megrendezik a Gathering of the Juggalos nevű rendezvényt, amely egy Juggalok számára tartott néhány napos zenei fesztivál. Ezeken számos, nem csak a Psychopathic Records-hoz tartozó előadó lép fel, emellett szemináriumok, versenyek, dedikálások, pankrációmérkőzések, stb. kerülnek megrendezésre.
Manapság is rengeteg követője van az ICP-nek, zenei téren is. Pl.: Axe Murder Boyz, Twiztid, Esham.

## Fordítás
- Ez a szócikk részben vagy egészben  a   Juggalo című angol Wikipédia-szócikk fordításán alapul.  Az eredeti cikk szerkesztőit annak laptörténete sorolja fel. Ez a jelzés csupán a megfogalmazás eredetét és a szerzői jogokat jelzi, nem szolgál a cikkben szereplő információk forrásmegjelöléseként.
- Ez a szócikk részben vagy egészben  a   Juggalo című német Wikipédia-szócikk fordításán alapul.  Az eredeti cikk szerkesztőit annak laptörténete sorolja fel. Ez a jelzés csupán a megfogalmazás eredetét és a szerzői jogokat jelzi, nem szolgál a cikkben szereplő információk forrásmegjelöléseként.